# Adam II de Bethsan
Adam II de Bethsan, mort avant 1161, est un croisé d'origine française qui devient le deuxième seigneur de Bethsan dans le royaume de Jérusalem. Il est le fils aîné d'Adam Ier de Bethsan, premier seigneur de Bethsan à qui il succède après sa mort, probablement vers 1129.
Par son père, il est le petit-fils de Robert III de Béthune, seigneur de Béthune et chef de la famille noble du même nom. Son oncle Robert IV dit le Gros hérite de la seigneurie de Béthune tandis que son prend prend part à la première croisade puis choisit de rester dans le royaume de Jérusalem nouvellement créé avant d'être désigné premier seigneur de Bethsan par le roi Baudouin Ier.
Le nom de son épouse est inconnu, mais il a au moins un fils :
- Gramand Ier de Bethsan.

La date de sa mort est inconnue, mais survient avant 1161, et son fils Gramand Ier lui succède comme nouveau seigneur de Bethsan.